# Anoplostoma viviparum
Anoplostoma viviparum is een rondwormensoort uit de familie van de Anoplostomatidae. De wetenschappelijke naam van de soort is voor het eerst geldig gepubliceerd in 1865 door Bastian.